# Мануель Мота
Мануель Мота (ісп. Manuel Mota, нар. 9 липня 1966, Таррагона — пом. 8 січня 2013, Барселона) — іспанський дизайнер весільних суконь, який протягом 23 років був креативним директором фірми Pronovias.
У сукнях Мануеля Мота одружилися найвідоміші наречені Іспанії й такі моделі, як Аріадні Артілес і Ханна Соукупова.
Створив весільну сукню для топ-моделі Даутцен Крез у 2010 році. Серед останніх робіт дизайнера — весільна сукня Шарісс Верхарт, вдягнута нею у листопаді 2013.
Кожен рік модельєр випускав три колекції — головну лінію Pronovias, люксову серію для сміливих наречених і колекцію Fiesta, що включає кілька коктейльних суконь для матерів і подружок наречених.
Мота помер 8 січня 2013 року у віці 46 років у Сіджасі через сильний стрес, від якого він, за його останніми словами, страждав, назвавши його «монстром». Тіло дизайнера було знайдено працівниками медичного центру Сіджеса у ванній кімнаті з кинджалом, встромленим у груди, та рюкзаком, у якому знаходилися три рукописні прощальні листи: один адресований його хлопцеві; інший — родині; і третій — до поліції.

## Особисте життя
Мануель Мота був геєм.